# علم الثراء (كتاب)
علم الثراء أو علم الثراء: جذب النجاح المالي من خلال التفكير الإبداعي (بالإنجليزية: The Science of Getting Rich)‏ هو كتاب من تأليف الفيلسوف الأمريكي ولاس د. واتلز الذي نُشر من قبل شركة إليزابيث تاون في عام 1910، والكتاب لا يزال يُطبع ويُترجم الى عدة لغات وفقًا لصحيفة يو إس إيه توداي، حيث انه مقسم إلى 17 قسماً قصيراً يشرح فيه كيفية التغلب على الحواجز العقلية، والإبداع، والمنافسة، وما هو المفتاح الخفي لجذب الثروة.